# Gymnasium am Ostring
Das Gymnasium am Ostring war das älteste Gymnasium in Bochum. Die Schule lag zentral in der Bochumer Innenstadt nahe dem Hauptbahnhof und besaß einen stadtteilübergreifenden Einzugsbereich. Das Gymnasium am Ostring war eine anerkannte Europaschule.
Am 1. August 2010 fusionierte das Gymnasium am Ostring mit der Albert-Einstein-Schule zum Neuen Gymnasium Bochum. Auf dem Schulgrundstück am Ostring wurde der Neubau des Bochumer Justizzentrums errichtet, die Straßenfassaden des historistischen Schulgebäudes und der Trakt mit den Sporthallen blieben dabei erhalten.

## Geschichte

Gymnasium am Ostring, um 1906

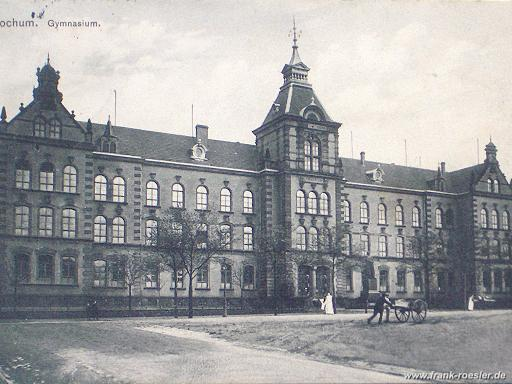
Gymnasium am Ostring, 1912

Die Schule wurde auf Betreiben des Bochumer Bürgermeisters Max Greve als paritätische höhere Bürgerschule am 4. Oktober 1860 an der Diekampstraße eröffnet.
Rund drei Jahrzehnte später wurde 1890–1892 im Osten der Innenstadt ein Neubau für die Schule errichtet, Architekt war der damalige Bochumer Stadtbaumeister Hermann Bluth. Das bis dahin städtische Gymnasium ging zum 1. April 1910 in die Trägerschaft des Königreichs Preußen über und hieß fortan Königliches Gymnasium, seit der Revolution im November 1918 Staatliches Gymnasium.
Der Strafrechtler Karl Lackner schrieb später: „Ostern 1927 kam ich dann auf das staatliche Gymnasium in Bochum, dass ich bis in den Sommer 1933 besucht habe. Diese Schule war für mich ein Glücksfall. Sie stellte an die Schüler sehr hohe Anforderungen, was dazu führte, daß viele Eltern ihre Kinder nicht dorthin schickten, sondern auf eine Oberrealschule oder auf ein auswärtiges Gymnasium. Von den Kindern, die es dennoch mit der Schule versuchten, scheiterten nicht wenige nach einem oder mehreren Mißerfolgen (Sitzenbleiben!) und mußten die Schule verlassen. Das Ergebnis war, daß die verbleibenden Schüler durchweg begabter ware als der allgemien Durchschnitt und deshalb auch mehr vom Unterricht profitierten. In Bochum hat dieser Zustand übrigens zu erheblichen Auseinandersetzungen mit der Elternschaft und den Schulbehörden geführt. Der Schuldirektor hat sich aber durchgesetzt und an seiner Linie festgehalten.“
Das Gebäude überstand den Zweiten Weltkrieg mit relativ geringen Schäden, obwohl in der Nacht vom 12. auf den 13. Juni 1943 Spreng- und Brandbomben das Gebäude trafen. Durch die Kriegsschäden erfolgte nach dem Krieg der Unterricht, zusammen mit den Schülerinnen der Hildegardis-Schule, eine Zeit lang im städtischen Schulgebäude an der Wittener Straße 246.
Am nördlichen Rand des Schulgeländes wurde nach dem Zweiten Weltkrieg ein Studienseminar errichtet. Umgeben war die Schule zur Bauzeit von den Gebäuden der Industrie- und Handelskammer im Mittleren Ruhrgebiet zu Bochum, des 1978 stillgelegten Nordbahnhofs und der vor allem in Bochum erfolgreichen Privatbrauerei Moritz Fiege.

### Nachkriegszeit
In der Umgebung wurden in den 1950er Jahren der Gebäudekomplex der städtischen Berufsschulen und die Milchfabrik DoBoMil errichtet, in jüngerer Zeit kam das neue Verwaltungsgebäude der Stadtwerke Bochum hinzu. Am alten Haupteingang am Ostring wurde 1959 das Kunstwerk „Phönix“ des Künstlers Heinrich Wilthelm (1913–1969) angebracht.
Zu Beginn der 1970er Jahre wurde ein moderner Anbau mit Pausenhalle und Fachräumen für Kunst, Biologie und Chemie gebaut. Gleichwohl musste man aufgrund der geburtenstarken Jahrgänge zusätzlich auf einen Pavillon und eine ehemalige Grundschule in der Umgebung zugreifen. Ende der 1970er Jahre folgten die Dreifachturnhalle, weitere Klassenräume und der tartanbeschichte Sportplatz. Bis dahin fand der Schulsport auf dem Aschesportplatz an der JVA Bochum (der sogenannten „Krümmede“), in den Turnhallen einer Nachbarschule und im acht Kilometer entfernten Südbad, aber auch im ehemaligen Stadtbad Bochum statt; der Transport der Schüler erfolgte mit den Bussen eines privaten Busunternehmers. Die Erweiterungen wurden auf dem Schulhof 1979 durch ein weiteres Kunstwerk aus Mauern und Betonröhren abgerundet: das Gräsel-Z des Künstlers Friedrich Gräsel.
Zum 1. Januar 1974 wechselte die Trägerschaft zurück zur Stadt Bochum, so dass die Schule in Gymnasium am Ostring umbenannt wurde. Die Nähe zum Standort der 1979 aufgestellten Stahl-Plastik Terminal von Richard Serra trug der Schule den Spitznamen Gymnasium am Rostding ein. Eine Initiative von 1982 zur Umbenennung der Schule nach Bertolt Brecht im Sinne der gleichnamigen Theater-AG entsprach nicht dem damaligen konservativen Selbstverständnis der Schule.
Anfang der 1980er Jahre hatte die Schule weit über tausend Schüler. Aufgrund der geburtenstarken Jahrgänge hatte die Schule im Schuljahr 1980/1981 eine Spitze von 1.310 Schülern. Im Schuljahr 2005/2006 wurden 786 Schüler von 55 Lehrern und Referendaren unterrichtet.
In humanistischer Tradition wurden am Gymnasium die alten Sprachen Latein, Altgriechisch und Hebräisch angeboten. Es war jedoch auch möglich, in der Fächerauswahl Englisch und Französisch, später auch Neugriechisch, Spanisch und Italienisch zu wählen. Ab 1972 war Englisch auch als Anfangssprache möglich.

### Ende der Schule

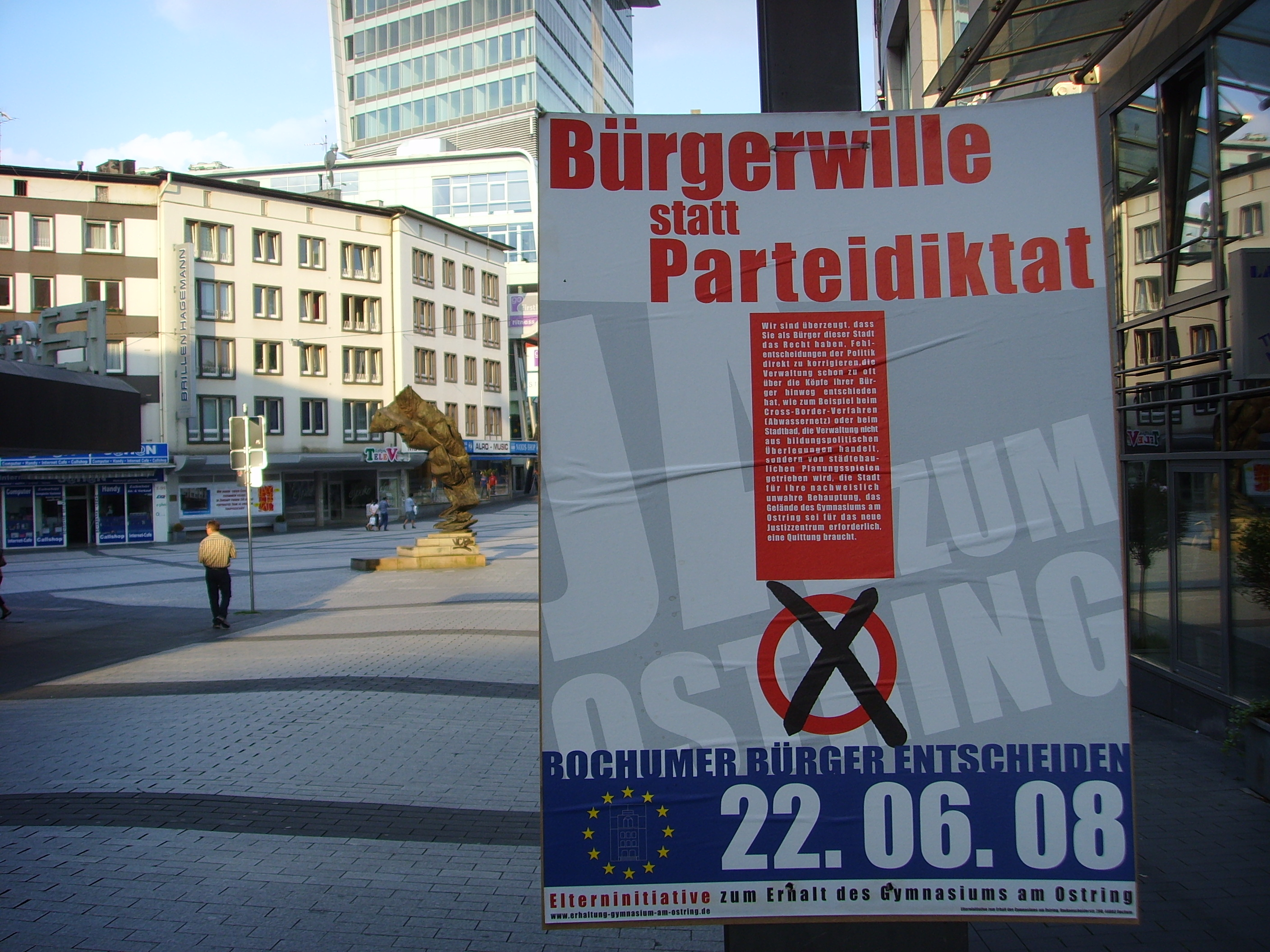
Plakat zum Bürgerentscheid

Zunächst war beabsichtigt, dass das Gymnasium die Schüler aus dem schadstoffbelasteten Bau der Albert-Einstein-Schule im Stadtteil Wiemelhausen aufnehmen sollte. Die folgenden Pläne der Stadt Bochum sahen einen Schulneubau auf dem größeren Schulgelände in Wiemelhausen vor. Die Profile beider Gymnasien sollten erhalten bleiben und sich gegenseitig ergänzen. Bald entstand auch der Plan, am Ostring das neue Justizzentrum zu bauen.
Die Initiative für den Erhalt der Schule sammelte über 20.000 Unterschriften zum Erhalt des Gymnasiums am bisherigen Standort. Der Bürgerentscheid fand in Bochum bis zum 22. Juni 2008 statt. Zwar stimmten 70,6 % für und nur 29,4 % gegen den Erhalt des Gymnasiums am Ostring in seiner bisherigen Form, jedoch hätten mehr als 20 % aller stimmberechtigten Bürger mit „Ja“ stimmen müssen. Diese Zahl wurde verfehlt, da nur 13,21 % aller Stimmberechtigten überhaupt abgestimmt hatten.
2010 feierte die Schule noch ihr 150-jähriges Bestehen. Am 1. August 2010 fusionierte das Gymnasium am Ostring mit der Albert-Einstein-Schule zum Neuen Gymnasium Bochum. Im Sommer 2012 zog die Schule dann in einen Neubau an der Querenburger Straße in Wiemelhausen um.

## Schulleiter
- ab 1967: Sachsenweger
- ca. 1974–2000: Hans-Werner Schmidt
- 2000–2010: Werner Schulz

## Internationales
Der Europa-Tag fand einmal im Jahr jeweils am 5. Mai statt. Im Rahmen eines Schulfestes wurde dabei ein zufällig ausgewähltes europäisches Land von Schülern präsentiert.
Zusätzlich gab es den Europa-Kurs, den jeder Schüler ab der 11. Klasse belegen kann. Der Unterricht basiert auf dem Geschichts- und Sozialwissenschaftsunterricht, wobei der Schwerpunkt auf dem Thema „Europa“ liegt. Zwei Höhepunkte, die dieser Kurs bietet, sind drei- bis vierwöchige Schüleraustausche (je einer in Klasse 11 und 12) mit den zahlreichen Partnerschulen des Gymnasiums in ganz Europa.
Im Rahmen von Lernen für Europa traf man sich im September 2006 mit Austauschpartnern aus elf europäischen Ländern zu einem Europa-Kongress.
Die Partnerschulen waren (Stand 2005):
1. Nationales Gymnasium für alte Sprachen und Kulturen, Sofia, Bulgarien
2. Greve Gymnasium, Greve, Dänemark
3. High Storrs School, Sheffield, Großbritannien
4. Jyväskylän Lyseon Lukio, Jyväskylä, Finnland
5. Lycée Auguste Angellier, Dunkerque, Frankreich
6. Lycée Chateaubriand, Rennes, Frankreich
7. Deutsche Schule Thessaloniki, Thessaloniki, Griechenland
8. Istituto Magistrale Statale, Lodi, Italien
9. Talsu 2. Vidusskola, Talsi, Lettland
10. Liceum Ogólnoksztalcące, Warschau, Polen
11. Agnebergsgymnasium, Uddevalla, Schweden
12. Gymnázium Bilíkova, Bratislava, Slowakei
13. Prva Gimnazija Maribor, Maribor, Slowenien
14. Vicente Medina, Archena, Spanien
15. Gymnázium Český Brod, Český Brod, Tschechische Republik
16. Schkola Nr. 96, Donezk, Ukraine
17. Perczel Mór Gimnazium, Siófok, Ungarn

## Interna
Schon 1928 wurde die Vereinigung ehemaliger Schülerinnen und Schüler gegründet, heute Vereinigung Ehemaliger Schülerinnen und Schüler des Gymnasiums am Ostring, Bochum.
Der Verein der Freunde und Förderer des Gymnasiums am Ostring, gegründet im November 1958, kümmerte sich um Belange der Schule und der Schüler.
Der Lichtblick, 1976 von den Schülern Claudia Lammert, Andreas Puers, Hans-Jörg Bange und Veit Stratmann aus Anlass des Schulfestes zur Einweihung des Neubaues gegründet, erreichte den Status der ältesten Schülerzeitung Deutschlands. Sie erschien viermal im Jahr. Ab 1980 wurde jährlich im Dezember eine Chronik herausgegeben, die in Wort und Bild über Personen und Ereignisse des vergangenen Schuljahrs berichtete.
Die Anfang der 1980er Jahre gegründete Theater-AG unter Leitung von Hans-Joachim Salmen wirkte bereits an vielen internationalen Projekten mit und gewann mehrere Male den Ruhrpott-Oscar beim Schülertheatertreffen des Schauspielhauses Bochum. Des Weiteren fuhren sie alle zwei Jahre für eine Woche nach Jyväskylä in Finnland, um Schülern der Partnerschule „Jyväskylän Lyseon Lukio“ ein Stück zu präsentieren.

## Persönlichkeiten
- Franz Darpe (1842–1911), Gymnasialprofessor 1883–1896, Ortshistoriker der Stadt Bochum (Eine Gedenktafel am Gebäude wurde wohl beim Teilabriss des Gebäudes gestohlen. Sie sollte ursprünglich ins Stadtarchiv der Stadt Bochum verbracht werden.)
- Friedrich Beneke (1853–1901), Oberlehrer, Professor bis 1895
- Wilhelm Ohnesorge (1855–1943), Historiker und Lehrer
- Leo Adler (1886–1925), Mediziner, Abitur 1906
- Richard Huelsenbeck (1892–1974), Dadaist und Psychoanalytiker
- Ernst Ising (1900–1998), Mathematiker und Physiker (Ising-Modell)
- Karl Lackner (1917–2011), Jurist
- Wolfgang Brüggemann (1926–2014), Pädagoge und Politiker (CDU), MdL
- Manfred Eigen (1927–2019), Nobelpreisträger für Chemie 1967
- Hans-Werner Schmidt (* 1935), über 26 Jahre Schulleiter, unterrichtete Latein und Altgriechisch; als Vorsitzender des Deutschen Altphilologenverbands 1985–1989 wirkte er an der bildungspolitischen Diskussion dieser Fächer maßgeblich mit.
- Arnold Picot (1944–2017), Abitur 1964, Professor für Betriebswirtschaftslehre
- Norbert Lammert (* 1948), Schüler von 1959 bis 1967, Politiker, 2005–2017 Präsident des Deutschen Bundestags
- Michael Holthaus (* 1950), erfolgreicher deutscher Schwimmer und Sportlehrer an der Schule
- Thomas Schühly (* 1951), Filmproduzent
- Dietrich Grönemeyer (* 1952), Mediziner
- Peter Pieper (* 1953), Prähistoriker, Runologe und forensischer Archäologe
- Godehard Ruppert (* 1953), Abitur 1974, seit 2000 Rektor bzw. Präsident der Otto-Friedrich-Universität Bamberg
- Jens Funk (* 1954), Abitur 1972, Physiker und Ophthalmologe, Prof. in Freiburg und Ordinarius an der Hochschule Zürich
- Frank Döhmann (* 1956), Fernsehproduzent
- Herbert Grönemeyer (* 1956), Abitur 1975, Schauspieler und Musiker
- Claude-Oliver Rudolph (* 1956), Abitur 1975, Schauspieler
- Hansa Czypionka (* 1958), Abitur 1976, Film- und Theaterschauspieler; seine ersten Hauptrollen spielte er in Aufführungen der Theater-AG.
- Karl-Heinz von Liebezeit (* 1960), Abitur 1979, Schauspieler
- Veit Stratmann (* 1960), bildender Künstler und Theoretiker
- Jochen Malmsheimer (* 1961), Schüler bis 1982, Kabarettist
- Katharina Grosse (* 1961), Malerin, international erfolgreiche Kunstprofessorin
- Frank Goosen (* 1966), Schüler von 1976 bis 1986, Autor und Kabarettist
- Malte Schaefer (* 1970), Solobratschist und Sänger
- Martin Buchholz (* 1976), Schüler bis 1996, Deutscher Meister im Science-Slam
- Andy Kassier (* 1989), Abitur 2010, Konzeptkünstler und Fotograf

## Schriften
- Jahresbericht : über d. Schuljahr ..., Bochum : 1878/79(1879) - 1904/05(1905) Digitalisat
- Bericht : über d. Schuljahr ..., Bochum, 1905/06(1906) - 1909/10(1910) Digitalisat
- Jahresbericht über die Städtische Oberrealschule II i.E. zu Bochum : Schuljahr ..., 1910/11–1914/15 Digitalisat
- Bericht : über das Schuljahr ...	Bochum : 1910/11(1911) - 1914/15(1915) Digitalisat